# موسم حرائق الغابات الأسترالي 2020–21
في أعقاب حرائق الغابات المدمرة في أستراليا 2019-2020، تم حث السلطات على الاستعداد مبكرًا لموسم 2020-2021. كانت توجد توقعات حرائق الغابات للفترة من يوليو إلى سبتمبر 2020 تتنبأ باحتمالية حرائق طبيعية في كوينزلاند مع نمو جيد للأعشاب في العديد من المناطق مما يزيد من مخاطر حرائق العشب، وهو موسم أعلى من المعتاد في منطقة كيمبرلي في غرب أستراليا نتيجة للأمطار الجيدة من الأعاصير المدارية، موسم عادي ولكن مبكر في الإقليم الشمالي، وهو موسم أعلى من المعتاد على الساحل الجنوبي لنيو ساوث ويلز والمواسم العادية في أماكن أخرى. 

## الحرائق حسب الولاية أو الإقليم

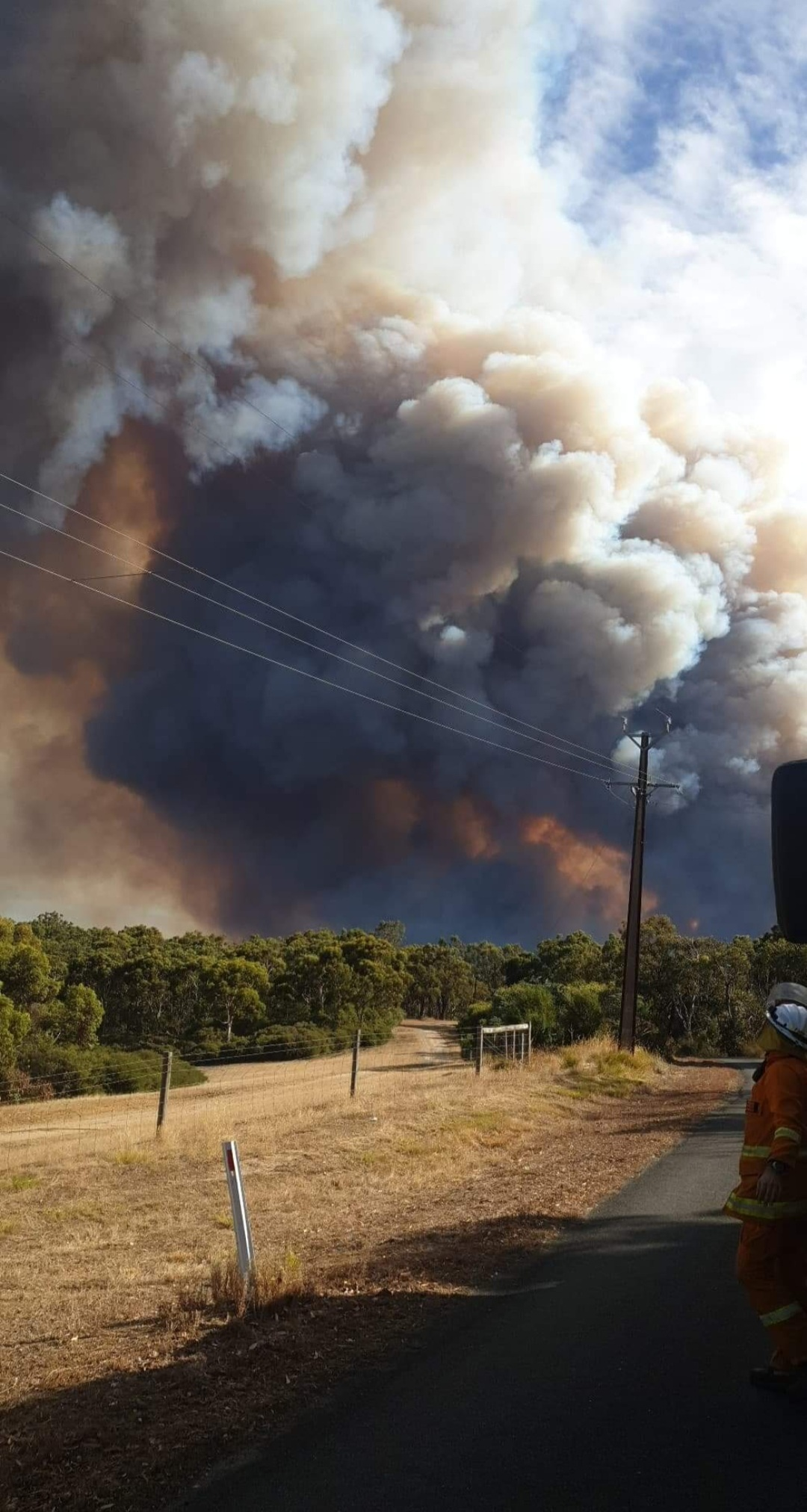
حريق حدائق الكرز في 24 يناير

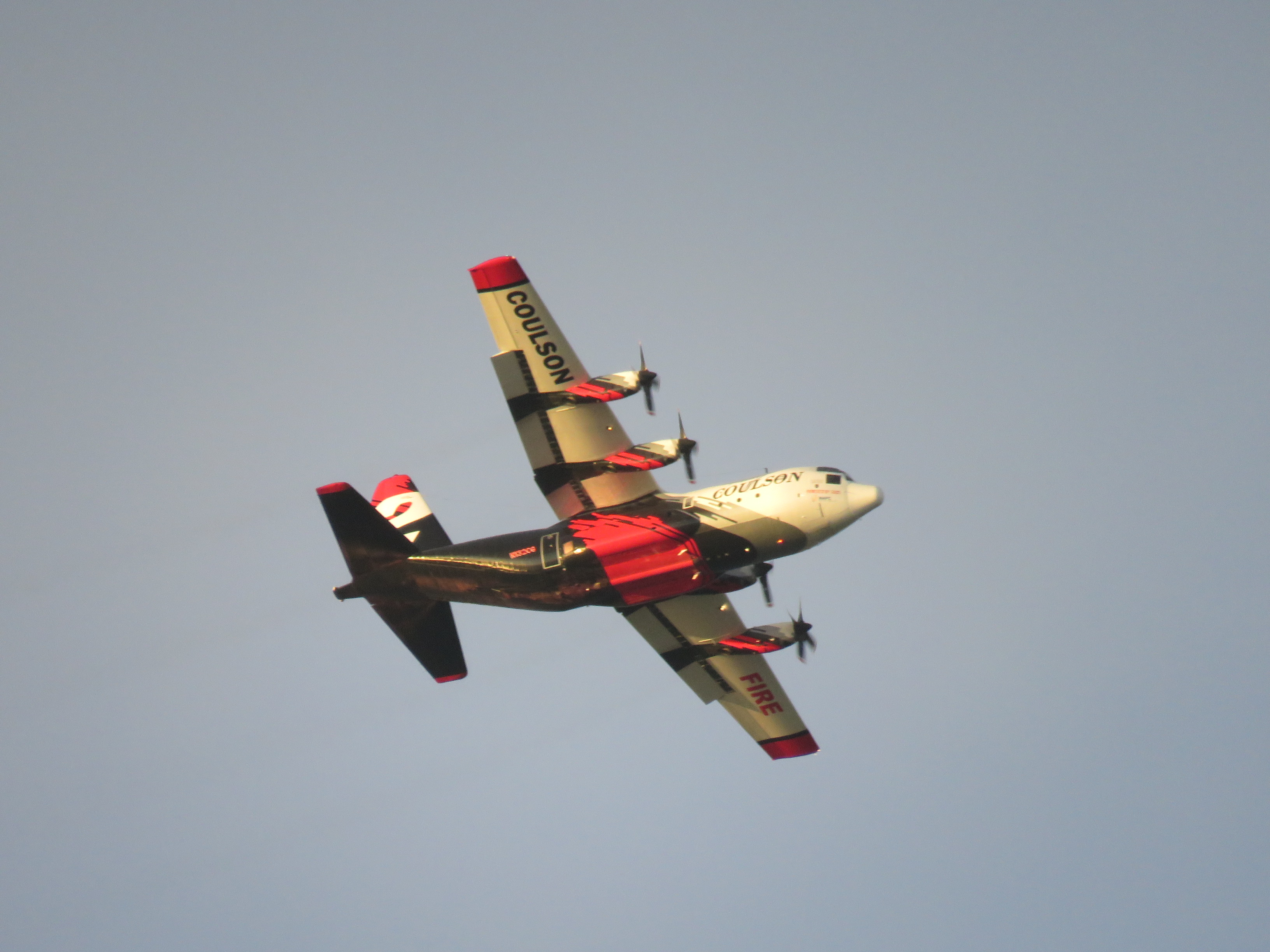
طائرة لوكهيد C-130H تشارك في مكافحة حرائق غابات كوينانا

### نيو ساوث ويلز
حريق دوران في منتصف أغسطس 2020، حريق غابات بدأ من احتراق النباتات العشبية في منطقة دورانبا. احترق حوالي 180 ها (440 أكر) من الحشائش والمستنقعات.

### الإقليم الشمالي
حدث ستة عشر حريقًا خلال موسم الجفاف في الإقليم الشمالي أعقب موسمين ممطرين جافين حطموا الأرقام القياسية مما يعني أن الغطاء النباتي كان يجف بشكل أسرع وفي وقت أبكر. عشب غامبا، الذي تم إدخاله في ثلاثينيات القرن الماضي، في السافانا كان يمثل مشكلة لأن العشب أكثر قابلية للاحتراق من الأنواع المحلية.

### كوينزلاند (حريق جزيرة فريزر)

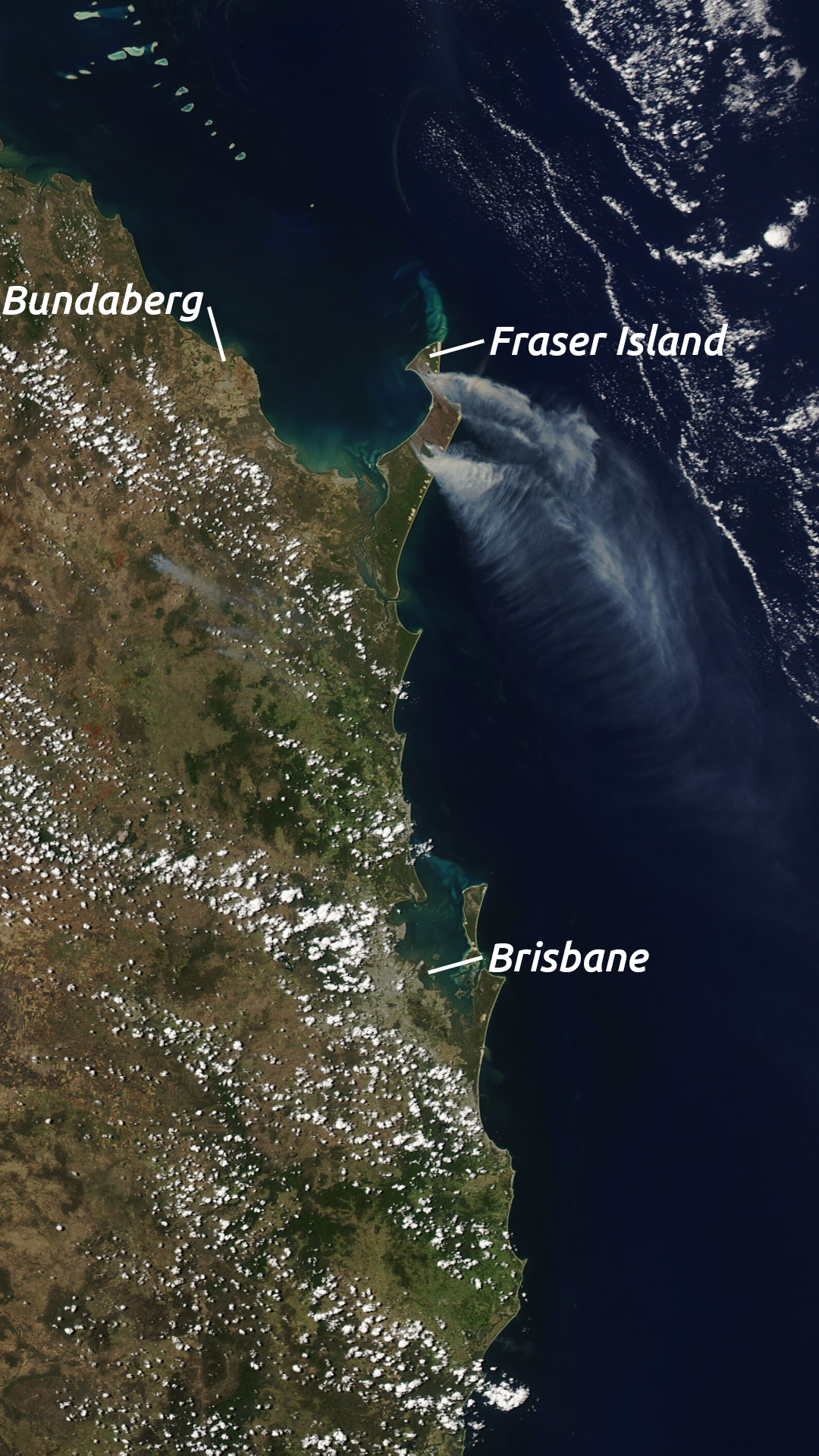
تظهر صور القمر الصناعي لوكالة ناسا في 14 نوفمبر 2020 حرائق الغابات في جزيرة فريزر

اندلع حريق كبير في 14 أكتوبر 2020 بسبب حريق غير قانوني داخل منطقة معسكر دلنج في الشاطئ الشرقي بجزيرة فريزر. أثر الحريق على مجتمعات متعددة وتسببت في فرار الناس من منازلهم حيث احترقت المنازل وخرج الحريق عن السيطرة.

### جنوب أستراليا
في 10 نوفمبر، وقعت سلسلة من حرائق الغابات بسبب الظروف الحارة والرياح التي ساهمت في حدوث عواصف رعدية شديدة بشكل رئيسي في شبه جزيرة يورك. اعتبارًا من الساعة 11:20 مساءً، كان هناك 63 انقطاعًا للتيار الكهربائي أثر على أكثر من 23000 شخص وأكثر من 100 حادثة حضرها جهاز مكافحة الحرائق في جنوب أستراليا طوال اليوم. يأتي ذلك بعد إصدار أول حظر إجمالي للحرائق لجنوب أستراليا للمرة الأولى في موسم حرائق الغابات الأسترالي 2020-21.

### القسم الغربي من أستراليا
تم إعلان تحذير طارئ من حرائق الغابات لمدينة سوان في 24 ديسمبر مع 5 ها (12 أكر) من الأرض التي يتم حرقها.
بدأ حريق في الأدغال مشتعلاً في 2 يناير في مناطق شمال بيرث. بحلول 5 يناير، تبلغ المساحة الإجمالية التي تم إحراقها 2,000 ها (4,900 أكر) من الأدغال مع أوامر لسكان أوشن فارمز إستيت بالإخلاء كما شجع المزارعون شرق لانسيلين على المغادرة. 